# Propithecus deckenii
Propithecus deckenii är en primat i släktet sifakor som förekommer på västra Madagaskar. Den listades tidigare som underart till Propithecus verreauxi och godkänns nu oftast som självständig art.

## Utseende
Denna sifaka når en kroppslängd (huvud och bål) av 42,5 till 47,5 cm och en svanslängd av 50 till 60 cm. Vikten varierar mellan 3,5 och 4,5 kg. Pälsen har allmänt en vitaktig färg. Ibland kan det finnas gula eller ljusbruna skuggor på övre bakkroppen. Ansiktet är nästan naken och svart. Några individer med mörk päls (melanism) är dokumenterade.

## Utbredning och habitat
Utbredningsområdet ligger i södra delen av provinsen Mahajanga. Arten vistas där i mera torra lövfällande skogar.

## Ekologi
Det är inte mycket känt om artens beteende. Individerna är aktiva på dagen. De bildar flockar med två till tio medlemmar.

## Hot och status
Propithecus deckenii hotas av skogsavverkningar, till exempel för produktionen av träkol. IUCN uppskattar att beståndet minskade med 30 procent under de senaste 30 åren (tre generationer) och listar arten som sårbar (VU).